# Копарбери
Копарбери (на шведски: Kopparberg) е град в централна Швеция, лен Йоребру. Главен административен център на община Юснаршбери. Намира се на около 170 km на северозапад от столицата Стокхолм и на около 60 km на север от Йоребру. Населението на града е 3016 жители според данни от преброяването през 2010 г.